# Les Hautes-Rivières
 Les Hautes-Rivières  là một xã ở tỉnh Ardennes, thuộc vùng Grand Est ở phía bắc nước Pháp.